# Kizerit
Kizerit je mineral iz skupine hidrata. Ime nosi po njem. prirodoslovcu D. G. Kieseru. Kemijski elementi koji tvore kizerit su: magnezij, sumpor i kisik. Hidratizirani je magnezijev sulfat. Formula je MgSO4 · H2O. 
Kristalizira se u monoklinskom sustavu. Kizerit je povezan uz evaporitna ležišta soli.
Prekristalizacijom kizerit može prijeći u gorku sol.
Koristi ga se u proizvodnji umjetnih gnojiva. Osobito je prikladan za osnovnu opskrbu biljaka magnezijem i sumporom.
Kizeritu kao magnezijevom gnojivu sve više se značaj daje u vinogradarstvu novijeg doba, jer jer su mnogi vinogradi podignuti na tlima bogatim kalijem ili vapnom uz izrazit nedostatak magnezija. 